# شایلو، شهرستان تایلر، ویرجینیای غربی
شایلو (به انگلیسی: Shiloh) یک منطقهٔ مسکونی در ایالات متحده آمریکا است که در شهرستان تایلر، ویرجینیای غربی واقع شده‌است.